# Lancino Curti
 (février 2025).
Lancino Curti est un poète latin de la Renaissance né à Milan au XVe siècle et mort en 1512.

## Biographie
Lancino Corti fut disciple de Giorgio Merula, et acquit sous cet habile maître une profonde connaissance des langues grecque et latine. Ses poésies ont été recueillies en deux volumes. Sylvarum libri decem et Epigrammatum decades duæ, Milan, 1521, in-fol., rare. Il a laissé en manuscrit une traduction latine des hymnes de Callimaque, conservée à Milan dans la bibliothèque Visconti, et d’autres épigrammes dans la bibliothèque Ambrosienne. On lui doit encore un poème sur la passion de Jésus-Christ, intitulé : Meditatio in hebdomadam olivarum (Milan, Alex. Minutiano), 1508, in-4°, dont Lampo Birago fut l’éditeur. Dans l’avis au lecteur, Curtius se vante d’avoir composé plus de 60 000 vers, sur toutes sortes de mètres. Paul Jove a fait l’éloge de Lancinus Curtius.